# 권영기
권영기(1985년 6월 15일 ~ )는 대한민국의 희극 배우이자 가수이다.

## 출연 작품

### 개그 프로
- 《개그야》 (MBC)
  - 역발상
  - 그림자 (2008)
  - 오렌지보이 (2009)
  - 오렌지 계단 (2009)
  - 압구정 다이어리 (2009)
  - 7년째 연애중 (2009) - 조연으로 출연
- 《하땅사》 (MBC)
  - 두드림
- 《꿀단지》 (MBC)
- 《개그쇼 난생처음》 (MBC)
- 《뮤직 코믹쇼》 (MBC Music)
  - 그 여자의 녹음실
- 《코미디에 빠지다》 (MBC)
  - 두 이방인 (2012.10.12. ~ 2013.08.18.)
  - 니캉 내캉 (2012.12.28. ~ 2013.06.09.)
  - 막 쇼 (2013.01.11. ~ 2013.02.15.)
  - 맹스타 (2013.08.18. ~ 2013.12.15.)
  - 만원의 악사들 (2013.08.25. ~ 2013.10.13.)
  - 일진쌤 (2013.09.22. ~ 2013.12.01, 2014.03.16. ~ 2014.04.06.)
- 《코미디의 길》 (MBC)
  - 일진쌤 (2014.05.11. ~ 2014.06.01.)
  - 동생들 (2014.06.08. ~ 2014.09.28.)
- 《웃찾사》 (SBS)
  - 붕어빵 (2016.08.05. ~ 2016.09.21.)
  - 키키크루 (2016.12.28. ~ 2017.03.15.)

### 시트콤
- 《코끼리》(MBC)
- 《그분이 오신다》(MBC)

### 예능
- 《간다 투어》(MBC)
- 《뜨거운 형제들》(MBC) - 상황극 배우로 출연
- 《무한도전》(MBC) - 정총무가 쏜다와 미남이시네요에 잠시 출연
- 《스타 오디션 위대한 탄생 1》(MBC)
- 《가수와 연습생》(MBC)
- 《내몸을 바꿔주는 황금 레시피》(My MBC)
- 《내일은 미스터트롯》(tv조선)

MC진행
- 《휴먼다큐 사람이 좋다》(MBC) - 19화에 출연

### 음악
- 노래가 좋아(KBS) (2019.8.31, 2022.10.2.)
- 더트롯쇼(SBS F!L)
- 전국 TOP 10 가요쇼(G1) - 구로 G 페스티벌 X 안양천 빛 축제
- MBC 가요베스트(MBC) - 2022 난영 가요제
- 가요사랑콘서트(아이넷TV) - 대구 약령시 한방 문화 축제 기념 (2022.11.4.)

### 그외
- 영화 《꽃보다 처녀귀신》- 부하2
- 《양평원 이달의 젠더이슈》- MC 진행(2016)
- 《행복한 아침》- 게스트(2020.5.6.)

### 앨범
- 《동네오빠》 (2020)
- 《그저 웃어라》 (2020)
- 《식구》 (2020)
- 《어차피》 (2022)

OST
- 《기막힌 유산 OST Part 17》 (2020)
- 《그곳에 두고 온 라일락 OST Part 2》 (2020)